# Réserve naturelle de l'Oural du Sud
La réserve naturelle d'État de l'Oural du Sud (Южно-Уральский заповедник) est une réserve naturelle d'État située en grande partie en Bachkirie (fédération de Russie). Elle se trouve dans le territoire administratif du raïon de Beloretsk et en partie dans l'oblast de Tcheliabinsk. Elle a été instituée le 19 juin 1978 pour l'étude et la préservation de l'écosystème de la partie sud de l'Oural. Elle couvre une étendue de 252 800 hectares. La réserve est à environ deux cents kilomètres d'Oufa.

## Description
Environ de 90 % de son territoire se trouvent dans les environs de Beloretsk et 24 400 hectares dans le raïon de Katav-Ivanovsk (au nord de la réserve).
Plusieurs sommets et massifs se trouvent dans la réserve naturelle, dont le Machak, le massif de la Zigalga (avec six hauts sommets), le Nary, le Koumardak et les monts Iamantaou.
Elle est parcourue de plusieurs rivières, dont le Grand Inzer, le Petit Inzer, la Tioulma et l'Iouriouzan.
L'accès à la réserve est limité. Du temps de l'URSS, les abords de Mejgorié (ville militaire fermée) étaient interdits pour des raisons militaires.
Son siège administratif se trouve à Revet, près de Beloretsk.

## Flore
La réserve abrite 698 espèces de plantes terrestres, 226 espèces de mousses, 169 espèces de lichens, 177 espèces de plantes aquatiques, 121 espèces de champignons.
Parmi les plantes terrestres, sont répertoriées 4 espèces de lycopodes, 6 espèces de prêles, 23 espèces de fougères, 6 espèces de gymnospermes et 600 d'angiospermes. Il y a 36 espèces d'arbres, 17 d'arbrisseaux, 6 de sous-arbrisseaux. Vingt espèces de plantes sont endémiques de l'Oural, croissant en partie dans les hautes montagnes et les zones montagneuses de la toundra. On peut distinguer l'avoine de l'Oural du Sud, la céraiste de Krylov, la gypsophile de l'Oural, l'orpin de l'Irémel, le saule de l'Oural, etc.
La forêt recouvre 89 % du territoire de la réserve.

## Faune
La réserve abrite deux cent-soixante espèces de vertébrés, dont cinquante de mammifères (dont dix-neuf espèces de rongeurs), cent quatre-vingt-neuf d'oiseaux, cinq de reptiles, cinq d'amphibiens et vingt de poissons. Les mammifères sont ceux que l'on trouve habituellement dans la forêt avec deux espèces acclimatées : le vison d'Amérique et le rat musqué.
L'élan est un des animaux emblématiques de la réserve. Il s'y trouve partout et compte environ sept cents individus. Une partie migre en hiver dans la zone orientale de la réserve. On rencontre des sangliers et des chevreuils en dehors des périodes d'enneigement. L'ours brun compte plus de cent cinquante individus. Le loup habite également la réserve et chasse l'élan. Le renard habite plutôt les vallées et les environs de villages. Les tamias sont rares, mais les écureuils se rencontrent partout, ainsi que le lemming des forêts.